# McDonnell Douglas F-15 Eagle
McDonnell Douglas F-15 Eagle (tudi F-15 Eagle, Eagle; slovensko orel) je težko reaktivno nadzvočno vsevremensko lovsko prestrezniško vojaško letalo uporablja se kot lovsko letalo zračne premoči (Air superiority fighter). F-15 je najhitrejše masovno proizvajano zahodno letalo, saj doseže hitrost 2,655 km/h oz. Mach 2.5 zaradi česar je izjemno efektivno za prestrezanje. Najvišja operativna višina je 65 000 ft. Ima močno oborožitev, saj nosi na vsaki strani štiri izstrelke zrak-zrak, ki se usmerjajo na cilj z radarjem (običajno rakete tipa AIM-120 AMRAAM) ali s pomočjo toplotnih senzorjev (običajno rakete tipa AIM-9 SIDEWINDER). Poleg raketnih izstrelkov ima tudi vrtljivi Gatling top M61 Vulcan, ki lahko v minuti izstreli 6000 izstrelkov.

## Zgodovina
Začetki tega letala segajo v šestdeseta leta 20. stoletja, ko so pri McDonnell Douglasu začeli s projektom lovca nove generacije. Izkušnje iz vietnamske vojne so pokazale, da Združene države Amerike potrebujejo univerzalno sodobno letalo, ki bo opravljalo naloge lovca prestreznika in jurišnika ter bo opremljeno z najsodobnejšo avioniko. Konceptni lovec McDonnell Douglasa za potrebe Vojnega letalstva ZDA se je imenoval Fighter Experimental (FX). Prvi prototip tega letala pa je bil izdelan leta 1972, potem, ko je bil 23. decembra 1969 McDonnell Douglas izbran na natečaju. Takrat je letalo dobilo tudi uradno ime F-15 Eagle.

## Različice
- YF-15A - prototip
- F-15A - enosedežno vsevremensko lovsko letalo zračne premoči
- F-15B - dvosedežna trenažna različica (bivša oznaka TF-15A)
- F-15C - izboljšana različica F-15A
- F-15D - izboljšana različica F-15B
- F-15J - enosedežno vsevremensko lovsko letalo zračne premoči Japonskih zračnih samoobrambnih sil; licenčna izdelava Mitsubishija
- F-15DJ - dvosedežna trenažna različica Japonskih zračnih samoobrambnih sil; licenčna izdelava Mitsubishija
- F-15E Strike Eagle - dvosedežno vsevremensko daljinsko jurišno in prestrezniško letalo
- F-15I Ra'am - izboljšana različica F-15E, izdelana za Izraelsko vojno letalstvo
- F-15K Slam Eagle - izboljšana različica F-15E, izdelana za Vojno letalstvo Republike Koreje
- F-15S - izvozna različica F-15E, izdelana za Kraljevo saudsko vojno letalstvo
- F-15SG - izboljšana različica F-15E, izdelana za Vojno letalstvo Republike Singapur
- F-15S/MTD - prototip za preizkušanje tehnologije STOL
- F-15 ACTIVE - prototip za preizkušanje napredne letalske kontrolne tehnologije
- F-15 IFCS - prototip za preizkušanje inteligenčnega letalskega kontrolnega sistema
- F-15 Streak Eagle - posebna različica, namenjena dokazovanju sposobnosti hitrega vzpona (podrl 8 svetovnih rekordov v slabem mesecu)

## Uporabniki
- Izrael
- Japonska
- Saudova Arabija
- Združene države Amerike

## Zanimivosti
- F-15 Eagle je bil uporabljen za prvo uspešno izstrelitev protisatelitskega izstrelka, ki je tudi sestrelil/uničil nerabljeni komunikacijski satelit.